# Love Came Down at Christmas
Love came down at Christmas ("È sceso l'amore a Natale"), conosciuta anche come Christmastide, è una poesia e una canzone natalizia, il cui testo è stato scritto dalla poetessa inglese di origine italiana Christina Georgina Rossetti ed è apparso per la prima volta (senza titolo) nel 1885 in Time Flies: A Reading Diary.
Il testo è stato poi accompagnato da numerose melodie. La più comune è quella di Reginald Morris intitolata Hermitage. Il testo è stato inoltre accompagnato da una melodia tradizionale irlandese intitolata Garton  o Gatan e dalle melodie composte da Laurence Mitchell Ager, Ruth Bampton, Seth Daniels Bingham (1882 – 1972), John Sebastian Matthews, John E. Borland, Harold Dark, Basil Harwood, Eric Thiman, Sydney Hann e altri.

## Testo
Il testo si compone di 3 strofe (di 4 versi ciascuna) ed è di carattere religioso. Esprime infatti il concetto che nella nascita di Gesù si cela l'amore più grande che ci possa essere, ovvero quello di Dio fattosi uomo e, come tale, sceso in mezzo agli altri uomini:
Love came down at Christmas,

Love all lovely, love divine;

Love was born at Christmas,

Star and angels gave the sign.
Worship we the Godhead,

Love incarnate, love divine;

Worship we our Jesus:

But wherewith for sacred sign?
Love shall be our token,

 Love be yours and love be mine,

 Love to God and all men,

Love for plea and gift and sign.

## Versioni discografiche
Il brano è stato inciso, tra gli altri da:
- Linn Barnes
- Frank Boggs
- Philip Boulding
- Moya Brennan
- Debbie Brewin-Wilson
- Stacy Clark
- Shawn Colvin
- Sally Fletcher
- Jars of Clay
- Magical Strings
- Starlet Knight
- LaShun Pace
- Linda Rybek-Robinson
- John Rutter
- Tom Stecker
- Susie Tallman